# São Pedro (Rio Grande do Norte)
São Pedro est une municipalité brésilienne située dans l'État du Rio Grande do Norte.